# Isi Leonard
Isi Henry Leonard est un homme politique papou-néo-guinéen.

## Biographie
Il obtient en 1986 un diplôme de licence en études agricoles de l'université de Papouasie-Nouvelle-Guinée. Entré dans le monde des affaires, il est directeur de deux entreprises.
Membre du Parti national de Papouasie-Nouvelle-Guinée, il remporte la circonscription de Samarai-Murua (dans la baie de Milne) aux élections législatives de 2017, et entre au Parlement national. Il est nommé ministre de la Culture, des Arts et du Tourisme dans le gouvernement de James Marape en décembre 2020,. Il conserve son ministère après les élections de 2022, remportées par James Marape et ses alliés. Le 25 mai 2024, il est l'un des cinq ministres qui se joignent à l'opposition dans l'espoir de rendre celle-ci majoritaire, et quittent donc le gouvernement.